# الرجل الذي عرف أكثر من اللازم (فلم)
الرجل الذي عرف أكثر من اللازم (بالإنجليزية: The Man Who Knew Too Much) هو فيلم تشويق تم إنتاجه في الولايات المتحدة وصدر في سنة 1956. الفيلم من إخراج ألفريد هتشكوك.

## طاقم التمثيل
- جيمس ستيوارت
- دوريس داي

### ترشيحات وجوائز
| السنة | الحدث  | الفئة      | النتيجة |
| ----- | ------ | ---------- | ------- |
|       | أوسكار | أفضل أغنية | فوز     |

## الميزانية والإيرادات
بلغت تكلفة إنتاج الفيلم حوالي 1.2 مليون دولار بينما حقق أرباحا تقدر بـ 11,333,333 دولار.

## وصلات خارجية
- مقالات تستعمل روابط فنية بلا صلة مع ويكي بيانات

1. ↑  "Benjamin, A: The Storm Clouds Cantata from The Man Who Knew Too Much". prestoclassical.co.uk. مؤرشف من الأصل في 2017-09-11.
2. ↑  "everyHit.com – UK Top 40 Hit Database". everyHit.com. يونيو 1956. مؤرشف من الأصل في 2018-07-22. اطلع عليه بتاريخ 2008-08-25.
3. ↑  Box Office Information for The Man Who Knew Too Much. The Numbers. Retrieved August 16, 2013. نسخة محفوظة 21 أغسطس 2013 على موقع واي باك مشين.